# Лайман, Говард
Говард Лайман (англ. Howard F. Lyman, род. 17 сентября 1938, Грейт Фоллз, штат Монтана, США) — американский фермер, посвятивший свою жизнь борьбе за гуманное, этическое обращение с животными, пропаганде вегетарианского питания и органического сельского хозяйства.
Говард Лайман — фермер в четвёртом поколении; он вырос на ферме, специализировавшейся на производстве молока и мяса.
В 1961 году он окончил университет штата Монтана со степенью бакалавра (BS) в области общего земледелия.
После двух лет военной службы в армии США он возвращается на ферму и активно занимается земледелием, скотоводством и птицеводством.
В 1979 году у Лаймана диагностируют опухоль спинного мозга, приведшую к неврологическим нарушениям. Перед операцией нейрохирурги предупреждают его о возможности неблагоприятного исхода и перспективе провести остаток жизни парализованным в инвалидном кресле. Это заставляет Лаймана задуматься о том, чему стоит посвятить столь драгоценные моменты жизни. Он даёт обет, что в случае благоприятного исхода операции он вернётся к традиционным методам ведения хозяйства без химикатов.
Операция проходит успешно, и сразу после выздоровления Лайман начинает превращать свой участок земли в экологическую ферму.
Эта попытка идти наперекор сельскохозяйственному истэблишменту США, опирающемуся на широкое использование химикатов, приводит его к решению попытать силы в политике, а затем в ряды лоббистов от фермерских объединений. Он продаёт большую часть своей фермы и в 1986 году переезжает в Вашингтон.
Примерно в 1988 году, опять по причинам медицинского характера, Говард Лайман становится вегетарианцем, и, к своему удивлению, обнаруживает улучшение состояния своего здоровья. За год до этого он начинает заниматься проблемой «коровьего бешенства», ставшей в то время актуальной в Великобритании и европейских странах.
В 1991 году Лайман становится веганом.
Однако Лаймэн оставался почти неизвестным широкой публике вплоть до апреля 1996 года, когда, присутствуя на очень популярном в Америке телевизионном ток-шоу Опры Уинфри, он высказал несколько соображений, приведших Опру к отказу от гамбургеров.
После того, как передача прошла в эфире, цены на говядину упали до рекордно низкого уровня, фермеры и предприниматели понесли огромные убытки. Национальная Ассоциация скотоводов-производителей говядины (The National Cattleman’s Beef Association) подала в суд иск на Уинфри и Лаймэна, опираясь на законодательство, запрещающее критиковать продукты питания без научного подтверждения.
Но суд их оправдал, указав, что «доводы Лаймэна, хотя и выраженные в резкой форме, основаны на достоверных, признанных фактах, и, согласно Первой поправке (к Конституции США), неподсудны».
Впоследствии Лаймэн участвовал в написании книги «Безумный ковбой» и некоторое время был президентом организации «EarthSave». Ныне он является президентом организации «Голос в пользу жизнеспособного будущего» (Voice for a Viable Future)